# يان ستيوارت (كاتب)
يان ستيوارت (بالإنجليزية: Ian Stewart) (و. 1945  م) هو رياضياتي، وروائي، وكاتب، وأستاذ جامعي، وكاتب خيال علمي بريطاني، ولد في كنت، وهو عضوٌ في الجمعية الملكية (منذ 2001).

## التعليم
تعلم في كلية تشرشل، وجامعة ورك.

## جوائز
حصل على جوائز منها:
- جائزة مايكل فاراداي (1995).

## روابط خارجية
- يان ستيوارت على موقع IMDb (الإنجليزية)
- يان ستيوارت على موقع إن إن دي بي (الإنجليزية)
- يان ستيوارت على موقع قاعدة بيانات الفيلم (الإنجليزية)